# Liste der Finanzämter in Berlin
Diese Liste nennt die Finanzämter in Berlin.

## Allgemeines
Die Bundeshauptstadt Berlin besitzt insgesamt 24 Finanzämter. Darunter sind 17 Regionalfinanzämter, die für die Besteuerung der im jeweiligen Bezirk lebenden, natürlichen Personen zuständig sind. Die Namen einiger Finanzämter, wie z. B. beim Finanzamt Wedding im Bezirk Mitte, beziehen sich noch auf die Altbezirke. Einige der Finanzämter sind mit zusätzlichen Aufgaben betreut, die sie für ganz Berlin wahrnehmen. Weiterhin gibt es 4 Körperschaftsteuerfinanzämter, zuständig für die Besteuerung von Kapitalgesellschaften und Vereinen, das Finanzamt für Fahndung und Strafsachen, dem die Aufgaben der Steuerfahndung obliegt und das Technische Finanzamt Berlin (TFA). Dieses ist als Rechenzentrum der Landesfinanzverwaltung mit dem Einsatz automatischer Besteuerungsverfahren für die Berechnung von Steuern zuständig. Seit 2023 übernimmt das Finanzamt Berlin International zentral und bundesweit Besteuerungsaufgaben bei bestimmten, international tätigen Unternehmen.
Nachdem durch die Änderung des Finanzverwaltungsgesetzes im Jahre 2001 die Dreigliedrigkeit der Finanzverwaltung nicht mehr zwingend gesetzlich vorgeschrieben war, wurde die OFD Berlin, ansässig in der Bredtschneiderstraße 5, 2005 aufgelöst, die Finanzämter sind seitdem direkt der Senatsverwaltung für Finanzen unterstellt.
In den 24 Finanzämtern sind mehr als 6600 Mitarbeiter beschäftigt. Die Zuständigkeiten der einzelnen Behörden sind in der Verordnung über besondere Zuständigkeitsregelungen im Bereich der Finanzverwaltung des Landes Berlin – Finanzämter-Zuständigkeitsverordnung (FÄZustVO) geregelt.

## Liste
| Bild | Name Bundesfinanzamtsnummer       | Adresse                                     | Zuständigkeit Zentrale Aufgabe(n) | Gebäude                                   | Behördengeschichte |
| ---- | --------------------------------- | ------------------------------------------- | --- | ----------------------------------------- | ------------------ |
| 0    | Charlottenburg 1113               | Bismarckstraße 48 10627 Berlin              | Besteuerung natürlicher Personen des Bezirks Charlottenburg Zahlungsverkehr der Berliner Finanzämter | → Hauptartikel : Finanzamt Charlottenburg | 0                  |
| 0    | Friedrichshain-Kreuzberg 1114     | Mehringdamm 22 10961 Berlin                 | Besteuerung natürlicher Personen des Bezirks Friedrichshain-Kreuzberg Passive Gewerbesteuerzerlegung für Berlin | 0                                         | 0                  |
| 0    | Lichtenberg 1132                  | Josef-Orlopp-Straße 62 10365 Berlin         | Besteuerung natürlicher Personen des Bezirks Lichtenberg - | 0                                         | 0                  |
| 0    | Marzahn-Hellersdorf 1133          | Allee der Kosmonauten 29 12681 Berlin       | Besteuerung natürlicher Personen des Bezirks Marzahn-Hellersdorf Verwaltung der Übernachtungssteuer für Berlin | 0                                         | 0                  |
| 0    | Mitte/Tiergarten 1134             | Neue Jakobstraße 6/7 10179 Berlin           | Besteuerung natürlicher Personen des Bezirks Mitte Verwaltung der Berliner Zweitwohnungsteuer | 0                                         | 0                  |
| 0    | Neukölln 1116                     | Thiemannstraße 1 12059 Berlin               | Besteuerung natürlicher Personen des Bezirks Neukölln | 0                                         | 0                  |
|      | Berlin International 1115         | Thiemannstraße 1 12059 Berlin               | Besteuerung bestimmter beschränkt steuerpflichtiger Personen Umsatzbesteuerung bestimmter ausländischer Unternehmer |                                           |                    |
| 0    | Pankow/Weißensee 1135             | Storkower Straße 134 10407 Berlin           | Besteuerung natürlicher Personen des Bezirks Pankow - | 0                                         | 0                  |
| 0    | Prenzlauer Berg 1131              | Storkower Straße 134 10407 Berlin           | Besteuerung natürlicher Personen des Bezirks Pankow Vollstreckungsbehörde im Sinne des Verwaltungs-Vollstreckungsgesetzes Berlin für natürliche und juristische Personen mit Wohnsitz oder Sitz außerhalb Berlins | 0                                         | 0                  |
| 0    | Reinickendorf 1117                | Eichborndamm 208 13403 Berlin               | Besteuerung natürlicher Personen des Bezirks Reinickendorf - | 0                                         | 0                  |
| 0    | Schöneberg 1118                   | Potsdamer Straße 140 10783 Berlin           | Besteuerung natürlicher Personen des Bezirks Tempelhof-Schöneberg Verwaltung der Erbschaft- und Schenkungsteuer für Berlin | → Hauptartikel : Finanzamt Schöneberg     | 0                  |
| 0    | Spandau 1119                      | Nonnendammallee 21 13599 Berlin             | Besteuerung natürlicher Personen des Bezirks Spandau Verwaltung der Grunderwerbsteuer für Berlin Erhebungsbehörde nach § 3 des Berliner Gesetzes zur Einführung von Immobilien- und Standortgemeinschaften (BIG) für Berlin | 0                                         | 0                  |
| 0    | Steglitz 1120                     | Schloßstraße 58/59 12165 Berlin             | Besteuerung natürlicher Personen des Bezirks Steglitz-Zehlendorf - | 0                                         | 0                  |
| 0    | Tempelhof 1121                    | Tempelhofer Damm 234/236 12099 Berlin       | Besteuerung natürlicher Personen des Bezirks Tempelhof-Schöneberg - | 0                                         | 0                  |
| 0    | Treptow-Köpenick 1136             | Seelenbinderstraße 99 12555 Berlin          | Besteuerung natürlicher Personen des Bezirks Treptow-Köpenick - | 0                                         | 0                  |
| 0    | Wedding 1123                      | Osloer Straße 37 13359 Berlin               | Besteuerung natürlicher Personen des Bezirks Mitte Verwaltung der Vergnügungsteuer sowie der Rennwett- und Lotteriesteuer und der Spielbankabgabe sowie der weiteren Leistungen und der Gewinnabgabe einschl. der Durchführung der Steueraufsicht für Berlin | 0                                         | 0                  |
| 0    | Wilmersdorf 1124                  | Albrecht-Achilles-Straße 61–64 10709 Berlin | Besteuerung natürlicher Personen des Bezirks Charlottenburg-Wilmersdorf - | 0                                         | 0                  |
| 0    | Zehlendorf 1125                   | Martin-Buber-Straße 20/21 14163 Berlin      | Besteuerung natürlicher Personen des Bezirks Steglitz-Zehlendorf Einheitsbewertung und Bedarfsbewertung sowie Verwaltung der Grundsteuer für den Bereich des Finanzamts Steglitz | 0                                         | 0                  |
| 0    | Körperschaften I 1127             | Bredtschneiderstraße 5 14057 Berlin         | Für die Finanzämter Charlottenburg und Wilmersdorf: Besteuerung von Kapitalgesellschaften, Anordnung und Durchführung von Umsatzsteuer-Sonderprüfungen bzw. Lohnsteuer-Außenprüfungen Zentral für Berlin: Besteuerung der Konzerne der Branchen: Kreditinstitute, Kapitalanlagegesellschaften, Investmentfonds, Versicherungen (soweit diese in den Finanzämtern für Körperschaften geführt werden) Besteuerung der Kreditinstitute, REIT-AG, Versicherungen, Investmentfonds, gemeinnützigen Körperschaften (§ 5 Abs. 1 Nr. 9 KStG), nicht steuerbefreiten Körperschaften im Sinne des § 1 Abs. 1 Nr. 4 und 5 KStG, steuerbefreiten Körperschaften nach § 5 Abs. 1 Nr. 3 und 6 KStG | 0                                         | 0                  |
| 0    | Körperschaften II 1137            | Magdalenenstraße 25 10365 Berlin            | Für die Finanzämter Friedrichshain-Kreuzberg, Lichtenberg, Marzahn-Hellersdorf, Pankow/Weißensee, Prenzlauer Berg, Treptow-Köpenick: Besteuerung von Kapitalgesellschaften, Anordnung und Durchführung von Umsatzsteuer-Sonderprüfungen bzw. Lohnsteuer-Außenprüfungen Zentral für Berlin: Besteuerung der Konzerne der Branchen: Energie, Chemie, Pharma, Mineralöl, Kraftstoffe (soweit diese in den Finanzämter für Körperschaften geführt werden) sowie Besteuerung der Produktionsgenossenschaften des Handwerks | 0                                         | 0                  |
| 0    | Körperschaften III 1129           | Volkmarstraße 13 12099 Berlin               | Für die Finanzämter Neukölln, Schöneberg, Spandau, Steglitz, Tempelhof, Zehlendorf: Besteuerung von Kapitalgesellschaften, Anordnung und Durchführung von Umsatzsteuer-Sonderprüfungen bzw. Lohnsteuer-Außenprüfungen Zentral für Berlin: Besteuerung der Konzerne der Branchen: Landverkehr, Rohrfernleitungstransport, Fahrzeugbau, Verlage, Ton-, Bild- und Datenträger, Film, Fernsehen, Radio, Musik, Rechts- und Steuerberatung und Wirtschaftsprüfung, Unternehmensberatung (soweit diese in den Finanzämtern für Körperschaften geführt werden) sowie Besteuerung ausländischer Rechtsformen, die unbeschränkt körperschaftsteuerpflichtig sind, beschränkter Steuerpflichtiger, von Genossenschaften, der Betriebe gewerblicher Art von juristischen Personen des öffentlichen Rechts | 0                                         | 0                  |
| 0    | Körperschaften IV 1130            | Magdalenenstraße 25 10365 Berlin            | Für die Finanzämter Mitte/Tiergarten, Reinickendorf, Wedding: Besteuerung von Kapitalgesellschaften, Anordnung und Durchführung von Umsatzsteuer-Sonderprüfungen bzw. Lohnsteuer-Außenprüfungen Zentral für Berlin: Besteuerung der Konzerne der Branchen: Wasserversorgung, Luftfahrt, Medizintechnik, Wohnungsbaugesellschaften (soweit diese in den Finanzämter für Körperschaften geführt werden) | 0                                         | 0                  |
| 0    | Fahndung und Strafsachen 1138     | Ullsteinstraße 66 12109 Berlin              | Wahrnehmung der Aufgaben der Steuerfahndung Straf- und Bußgeldverfahren wegen Steuerstraftaten und Steuerordnungswidrigkeiten | 0                                         | 0                  |
| 0    | Technisches Finanzamt Berlin 1191 | Klosterstraße 59 10179 Berlin               | Rechenzentrum gem. § 2 Abs. 2 Finanzverwaltungsgesetz der Landesfinanzverwaltung (Datenverarbeitung, Service, Entwicklung) für das jeweils zuständige Finanzamt Zentraler Service-Desk für die Finanzämter und die Senatsverwaltung für Finanzen Entwicklungs- bzw. Programmierarbeiten im Rahmen der Zuständigkeiten in den EOSS- und KONSENS-Verbünden der Bundesländer Zentrale Scannerstelle für Steuererklärungen, Steueranmeldungen und Belegen Zentralstelle Elster-Online (für das Land Berlin) Zentrale Stelle für Aufgaben im Rahmen der Verwaltung der Arbeitnehmersparzulage und Wohnungsbauprämie für alle Bundesländer | 0                                         | 0                  |